# Unterseeboot 436
L'Unterseeboot 436 ou U-436 est un U-Boot type VIIC utilisé par la Kriegsmarine pendant la Seconde Guerre mondiale.
Le sous-marin fut commandé le 16 octobre 1939 à Dantzig (Schichau-Werke), sa quille fut posée le 25 avril 1940, il fut lancé le 21 juin 1941 et mis en service le 27 septembre 1941, sous le commandement du Kapitänleutnant Günther Seibicke.
Il fut coulé par des navires Alliés au milieu de l'Atlantique, en mai 1943.

## Conception
Unterseeboot type VII, l'U-436 avait un déplacement de 769 tonnes en surface et 871 tonnes en plongée. Il avait une longueur totale de 67,10 m, un maître-bau de 6,20 m, une hauteur de 9,60 m, et un tirant d'eau de 4,74 m. Le sous-marin était propulsé par deux hélices de 1,23 m, deux moteurs Diesel Germaniawerft M6V 40/46 de 6 cylindres en ligne de 1 400 cv à 470 tr/min, produisant un total de 2 060 à 2 350 kW en surface et de deux moteurs électriques AEG GU 460/8-276 de 375 cv à 295 tr/min, produisant un total 550 kW, en plongée. Le sous-marin avait une vitesse en surface de 17,7 nœuds (32,8 km/h) et une vitesse de 7,6 nœuds (14,1 km/h) en plongée. Immergé, il avait un rayon d'action de 80 milles marins (150 km) à 4 nœuds (7,4 km/h; 4,6 milles par heure), et pouvait atteindre une profondeur de 230 m. En surface son rayon d'action était de 8 500 milles nautiques (soit 15 700 km) à 10 nœuds (19 km/h). 
L'U-436 était équipé de cinq tubes lance-torpilles de 53,3 cm (quatre montés à l'avant et un à l'arrière) qui contenait quatorze torpilles. Il était équipé d'un canon de 8,8 cm SK C/35 (220 coups) et d'un canon antiaérien de 20 mm Flak. Il pouvait transporter 26 mines TMA ou 39 mines TMB. Son équipage comprenait 47 sous-mariniers, dont 4 officiers.

## Historique
Il sert dans la 5. Unterseebootsflottille (flottille d'entrainement) jusqu'au 31 janvier 1942, dans la 7. Unterseebootsflottille jusqu'au 30 juin 1942, dans la 11. Unterseebootsflottille jusqu'au 31 août 1942 puis dans la 6. Unterseebootsflottille jusqu'à sa perte. 
Sa première patrouille au départ de Kiel se déroule en mer de Norvège et en mer de Barents. Il accoste à Kirkenes le 17 février 1942 après 16 jours en mer.
Lors de sa deuxième patrouille il coule le chalutier soviétique RT-19 Komitern le 1er mars 1942, à l'est de Mourmansk.
Le sous-marin prend la mer pour sa troisième patrouille le 7 avril 1942. Une semaine après, il coule le cargo soviétique Kiev vers le cap Nord. Le navire sombre en sept minutes.
L'U-436 effectue sa quatrième et sa cinquième patrouille au départ de Kirkenes et Trondheim. C'est une série de petites sorties de deux à cinq jours qui ne sont pas reconnues comme des patrouilles. Il accoste à Kiel le 21 septembre.
Sa sixième patrouille du 6 octobre au 12 novembre, se passe entre les îles Féroé et les îles Shetland.
Le 27 octobre, il torpille le navire norvégien Frontenac dans l'Atlantique. Le feu est éteint par la forte houle et la poupe du navire gravement endommagé découvre l'hélice hors de l'eau. Incapable de manœuvrer, le navire est pompé et remorqué.
Le même jour l'U-436 coule et endommage 25 973 tonneaux de navires ennemis. Deux jours plus tard, il torpille le Barrwhinn.
Il accoste à Lorient, en France occupée le 12 novembre après 38 jours en mer.
Sa septième patrouille de passe au sud des Açores où il coule l' Albert L. Ellsworth, le 8 janvier 1943. Le navire avait été abandonné par l'équipage après avoir été touché par une torpille, mais restait à flot. L'épave est coulée au soir au canon de pont de l'U-Boot.
Basé à Saint-Nazaire, sa huitième patrouille débute le 25 avril 1943. Au 32e jours de mer, il est attaqué et coulé à l'ouest du cap Ortegal à la position 43° 49′ N, 15° 56′ O, par des charges de profondeur lancées par la frégate HMS Test et la corvette HMS Hyderabad.
Les 47 membres d'équipage meurent dans cette attaque.

## Affectations
- 5. Unterseebootsflottille du 27 septembre 1941 au 31 janvier 1942 (Période de formation).
- 7. Unterseebootsflottille du 1er février 1942 au 30 juin 1942 (Unité combattante).
- 11. Unterseebootsflottille du 1er juillet 1942 au 31 août 1942 (Unité combattante).
- 6. Unterseebootsflottille du 1er septembre 1942 au 26 mai 1943 (Unité combattante).

## Commandement
- Kapitänleutnant Günther Seibicke du 27 septembre 1941 au 26 mai 1943 (Croix de chevalier de la croix de fer).

## Patrouilles
|       | Commandant              | Départ            | Départ       | Arrivée           | Arrivée      | Jours     | Succès   |
| ----- | ----------------------- | ----------------- | ------------ | ----------------- | ------------ | --------- | -------- |
| 1     | Kptlt. Günther Seibicke | 2 février 1942    | Kiel         | 17 février 1942   | Kirkenes     | 16 jours  |          |
| 2     | Kptlt. Günther Seibicke | 26 février 1942   | Kirkenes     | 24 mars 1942      | Kirkenes     | 27 jours  | 577      |
| 3     | Kptlt. Günther Seibicke | 7 avril 1942      | Kirkenes     | 20 avril 1942     | Kirkenes     | 14 jours  | 5 823    |
| 4     | Kptlt. Günther Seibicke | 29 avril 1942     | Kirkenes     | 4 mai 1942        | Trondheim    | 6 jours   |          |
| 5     | Kptlt. Günther Seibicke | 12 mai 1942       | Trondheim    | 27 mai 1942       | Skjomenfjord | 16 jours  |          |
|       | Kptlt. Günther Seibicke | 30 mai 1942       | Skjomenfjord | 1er juin 1942     | Trondheim    | 3 jours   |          |
|       | Kptlt. Günther Seibicke | 7 juin 1942       | Trondheim    | 11 juin 1942      | Kiel         | 5 jours   |          |
|       | Kptlt. Günther Seibicke | 12 juin 1942      | Kiel         | 13 juin 1942      | Danzig       | 2 jours   |          |
|       | Kptlt. Günther Seibicke | 20 septembre 1942 | Dantzig      | 21 septembre 1942 | Kiel         | 2 jours   |          |
| 6     | Kptlt. Günther Seibicke | 6 octobre 1942    | Kiel         | 12 novembre 1942  | Lorient      | 38 jours  | 30 971   |
| 7     | Kptlt. Günther Seibicke | 17 décembre 1942  | Lorient      | 19 février 1943   | St. Nazaire  | 65 jours  | 14 703   |
| 8     | Kptlt. Günther Seibicke | 25 avril 1943     | St. Nazaire  | 26 mai 1943       | Coulé        | 32 jours  |          |
| Total | Total                   | Total             | Total        | Total             | Total        | 226 jours | 52 074 t |

Note : Kptlt. = Kapitänleutnant

### Rudeltaktik
L'U-436 prit part à dix Rudeltaktik (meutes de loup) durant sa carrière opérationnelle.
- Umbau (7-16 février 1942)
- Umhang (10-16 mars 1942)
- Robbenschlag (7-14 avril 1942)
- Blutrausch (15-19 avril 1942)
- Strauchritter (29 avril – 1er mai 1942)
- Greif (14-26 mai 1942)
- Puma (16-29 octobre 1942)
- Natter (30 octobre - 6 novembre 1942)
- Delphin (26 décembre 1942 – 12 février 1943)
- Drossel (29 avril – 15 mai 1943)

## Navires coulés
L'Unterseeboot 436 coula six navires marchands pour un total de 36 208 tonneaux, un navire de guerre de 291 tonneaux et a endommagé deux navires marchands pour un total de 15 575 tonneaux au cours des huit patrouilles (226 jours en mer) qu'il effectua.
| Date            | Nom                 | Nationalité      | Tonnage | Fait      |
| --------------- | ------------------- | ---------------- | ------- | --------- |
| 1er mars 1942   | RT-19 Komintern     | Union soviétique | 577     | Coulé     |
| 13 avril 1942   | Kiev                | Union soviétique | 5 823   | Coulé     |
| 27 octobre 1942 | Frontenac           | Norvège          | 7 350   | Endommagé |
| 27 octobre 1942 | Gurney E. Newlin    | USA              | 8 225   | Endommagé |
| 27 octobre 1942 | HMS LCT-2281*       | Royal Navy       | 291     | Coulé     |
| 27 octobre 1942 | Sourabaya           | Royaume-Uni      | 10 107  | Coulé     |
| 29 octobre 1942 | Barrwhin            | Royaume-Uni      | 4 998   | Coulé     |
| 8 janvier 1943  | Albert L. Ellsworth | Norvège          | 5 283   | Coulé     |
| 8 janvier 1943  | Oltenia II          | Royaume-Uni      | 6 394   | Coulé     |